# Julija Sotnikova
Julija Vladimirovna Sotnikova (rusko Юлия Владимировна Сотникова), ruska atletinja, * 18. november 1970, Nižni Novgorod, Sovjetska zveza.
Nastopila je na poletnih olimpijskih igrah leta 2000 ter osvojila bronasto medaljo v štafeti 4x400 m. Na svetovnih prvenstvih je osvojila srebrno medaljo v isti disciplini leta 1995, na svetovnih dvoranskih prvenstvih naslov prvakinje leta 2001, kot tudi na evropskih dvoranskih prvenstvih leta 2000.